# Kristelig social bevægelse
Som kristelig social bevægelse benævnes den
mere eller mindre programmæssigt udformede
stræben, der i forskellige lande udgår fra
kirkelig side med det formål at medvirke til en
højnelse af arbejderklassen såvel i
økonomisk som i etisk henseende.
Bevægelsen kan
egentlig ikke opfattes som en enhed, den rummer
elementer fra autoritetstro kirkelig
konservatisme til radikal socialisme; hertil kommer
forskellige anskuelser på grund af konfessionsforskel.
Fælles for alle grupper er den stærke
fremhæven af, at det er nødvendigt, at de sociale
spørgsmål løses i kristendommens
broderskabsånd. I økonomisk henseende forkaster
alle bevægelsens retninger det liberalistiske
princip, der ved at give de personlige
interesser frit spil fremelsker egoismen og
ødelægger samfundet socialt og moralsk. På den
anden side tager selv de personer, der kalder sig
kristne socialister, afstand fra "den
materialistiske socialisme", idet de fremhæver
nødvendigheden af, at der samtidig med en forbedring
af de økonomiske kår skabes en ny
samfundsmoral i kristendommens ånd i de
enkelte individer. Skønt den kristelige sociale bevægelses
organisationer som regel kun har haft forholdsvis få
medlemmer, har de i en række lande øvet
stærk indflydelse på den socialøkonomiske
lovgivning.

## Katolsk
Den katolske retning, der ved Leo XIIIs
encyklika Rerum novarum af 15. maj 1891 fik
pavestolens anerkendelse, kom frem i
Frankrig i 1840'erne. Bevægelsen har været ret
splittet. Nær den liberalistiske skole stod Le
Play (1806-82) (Les ouvriers européens, 1855), der ville
løse det sociale spørgsmål ved samvirken
mellem arbejdere og arbejdsgivere, men uden
statsindgreb. Heroverfor står de socialt
interesserede katolikker, der ønsker statshjælp;
denne retning organiseredes efter 1870 af grev Albert de Mun (1841-1914)
i Œuvre des cercles catholiques. Disse
arbejderforeninger fik mere tilslutning fra
mindre, selvstændige erhvervsdrivende end fra
arbejderne.
En tredje retning var den
Sillonske Bevægelse, der begyndte 1894 (organiseret
af Marc Sangnier). Denne temmelig
yderliggående retning fik efterhånden de højere
gejstlige imod sig og blev 1910 formelt opløst
efter pavens befaling. (Se reformkatolicisme)

### Belgien og Holland
I Belgien var
bevægelsen oprindelig konservativ, liberalistisk (føreren
var Perin, 1815-1905). Men efter
arbejderurolighederne 1886 stiftedes på biskop Detroulouxs
initiativ en radikaldemokratisk retning, der
ønskede statens intervention. De to retninger
har til tider bekæmpet hinanden meget heftigt.
I Holland rummede organisationerne oprindelig
både arbejdere og arbejdsgivere, i de senere
år kun arbejdere, som man ønsker at
organisere i særlige katolske fagforeninger.

### Tyskland
I Tyskland begyndte den senere biskop von Ketteler
(1811-77) sin propaganda 1848.
I Die Arbeiterfrage und das Christenthum, 1864, tager han
ordet for oprettelsen af produktionsforeninger,
der dog ikke må støttes af staten. Senere
blev bevægelsens krav stærkere: højere løn,
forbud mod fabriksarbejde for børn og gifte
kvinder, maksimalarbejdsdag (10 timer) –
altså efterhånden meget stærke statsindgreb.
Organisationen i Arbeitervereinen var ret
forskelligartet. Nogle foreninger omfattede kun
arbejdere, andre tillige mindre, selvstændige
erhvervsdrivende; nogle tillod tilslutning til
fagforeninger (dog ikke socialistiske), andre
fordømte enhver fagforeningsbevægelse.
De sidste oprettede til gengæld inden for
Arbeiterverein særlige fagafdelinger, der dog
altid forblev svage og fåtallige.

### Østrig
I Østrig kæmpede friherre von Vogelsang
(1818-90) fra 1875 for udbredelse af social
forståelse; bevægelsen fik på grund af sin skarpe
modstand over for den moderne industrielle
udvikling ikke større udbredelse. En egentlig kristelig social bevægelse
kom først frem i 1880'erne, under førerskab
blandt andet af Wiens overborgemester Dr. Lueger,
Ebenhoch og prins Alois Liechtenstein. Navnlig
på det kommunalpolitiske område har
partiet haft afgørende betydning; ved de politiske valg
før krigens udbrud 1914 talte det over en fjerdedel af
samtlige stemmer.

## Protestantisk
Et politisk organiseret protestantisk
socialt parti findes egentlig kun i Tyskland.
Bevægelsens forløbere var J.H. Wichern
(1808-81), der særlig viede Indre Missions filantropi
sin interesse, og Victor Aimé Huber, der
anbefalede kooperative organisationer. Den egentlige
stifter var Rudolf Todt (1838-87), der 1877
udgav Der radikale deutsche Sozialismus und die christliche Gesellschaft,
hvis sociale krav ikke var langt fra socialismens.
En varig organisation (Christlich soziale Arbeiterpartie) grundlagdes dog først 1878 af hofpræst Adolf Stoecker (1835-1909). Da partiet stadig
udvikledes i konservativ og antisemitisk
retning, fik det ingen tilslutning fra arbejderne,
men kun fra småhåndværkere og småhandlende.
Omvendt udvikledes en yngre
kristelig-social retning under Friedrich Naumann (1860-1919) og Paul Göhre (1864-1928) fra
oprindelig upolitisk stadig i liberal retning.
Enhedspunktet for de forskellige protestantisk-sociale
retninger var fra 1890 den af Stoecker grundlagte
evangelisk-sociale kongres, som Stoeckers fløj
dog forlod 1896. Fra den yngre retning udgik
Nationalsozialer Verein, der 1896-1903 ivrigt,
men med ringe resultat deltog i de politiske
valg. Ved denne forenings opløsning gik
Naumann over til de liberale, Göhre til
socialdemokratiet. Stor udbredelse vandt de 1882 fra
Rhinegnene udgående evangeliske
arbejderforeninger, en fredelig, patriotisk organisation,
der oprindelig stod skarpt over for den katolske
bevægelse. Disse foreninger er ikke
fagforeninger, men tilskynder deres tilhængere til også
at organisere sig fagligt.

## England
I England kaldte
den kristelig-sociale bevægelses første repræsentanter sig selv
for kristne socialister: Fr. D. Maurice
(1805-74), Ch. Kingsley (1819-75), J. A. Ludlow
(1821-1911). De fremhævede navnlig den fri
konkurrences uheldige virkninger og grundlagde
1848-54 flere kooperative virksomheder.
Tiden 1854-77 var en død tid, men 1877 stiftede Stewart Headlam (1847-1924)
The guild of St. Matthew,
hvis program efterhånden blev mere og mere
socialistisk; foreningen virkede stærkt i nogle
år, sygnede senere hen og opløstes 1910.
Den kristelig-sociale bevægelses tredje periode begyndte 1889,
da Henry Scott Holland (1847-1918) og biskop B. F. Westcott
(1825-1901) stiftede The Christian Social Union (C.S.U.)
Foreningen, der "vil bringe Kristi Tro til
Anvendelse på den nuværende sociale og industrielle
Situation", ønsker at afløse den fri
konkurrence med organiseret samarbejde. Bevægelsen,
der stadig har været upolitisk, udgav fra
1891 det videnskabelige tidsskrift The economic review.
Foreningen var fåtallig, men øvede
navnlig indtil 1908 stor indflydelse. Således blev
systemet "Hvide lister" – dvs. organisationer,
hvis medlemmer forpligtede sig til kun at handle
i forretninger, der som givende fair
arbejdsløn blev optaget på foreningens lister – ca. 1900
gennemført af denne forenings medlemmer.
Også "Settlementsbevægelsen" fra 1884
stammer fra C.S.U.; dens stifter var Barnett
(1844-1914). Settlementsbevægelsen har til formål
at få de besiddende klasser til at medvirke
til arbejderklassens højnelse ikke blot ved at
forbedre de materielle kår, men også ved
personlige venskabsforbindelser. En del
medlemmer, der syntes at C.S.U.-bevægelsen var for
moderat, stiftede 1906 med Conrad Noel ("The Red Vicar", 1869-1942) som fører
The Church Socialist League på
kristeligt-socialistisk grundlag.

## Danmark
I Danmark dannedes
1898 "Udvalget til social Oplysnings Fremme"
med professor Harald Westergaard som formand og
litterat Fernando Linderberg (1854-1914) som sekretær. 1913 stiftedes
Kristeligt-socialt Forbund, i hvis styrelse blandt andet
sad sognepræst J. Th. Sadolin, sekretær
Chr. Norlev, sognepræst A. Birke og professor Valdemar Ammundsen.
Forbundet udgav månedsskriftet Maalet og Vejen. Den danske bevægelse
er nærmest efter engelsk forbillede. Også
settlementsbevægelsen har givet sig udslag i
Danmark (i Saxogade i København).